# 安井金比羅宮

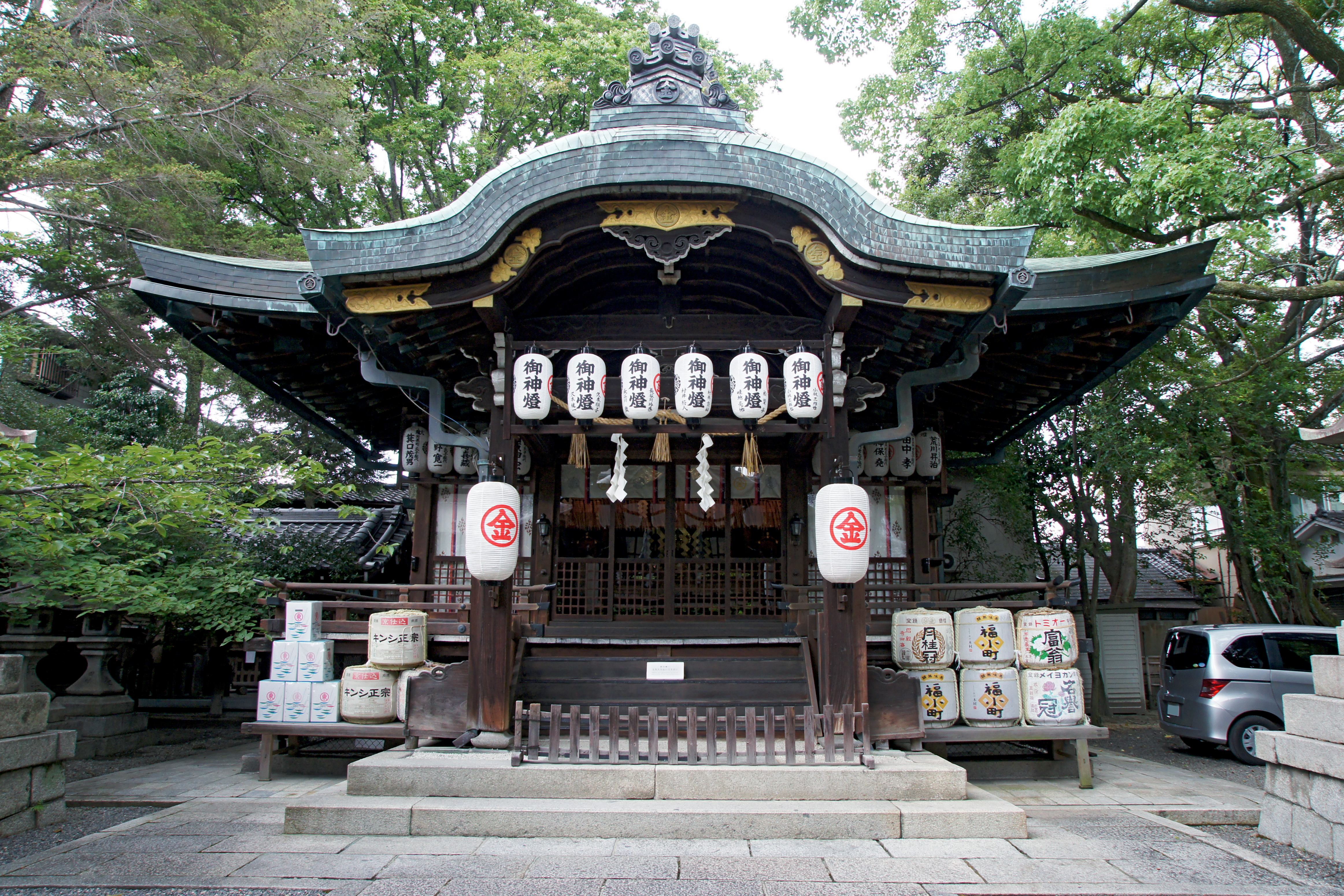
本殿

安井金比羅宮（やすいこんぴらぐう）は、京都市東山区にある神社。旧社格は郷社。通称「縁切り神社」の別称で知られる。

## 歴史
天智天皇の時代に藤原鎌足が当地に藤原家一門の繁栄を祈願した仏堂を建立し、藤を植樹して藤寺と号したのがそもそもの始まりである。
平安時代、崇徳上皇は藤寺の藤を愛でると共に、寵愛している阿波内侍を住まわせて、たびたび御幸し、久安2年（1146年）には堂塔を修理している。
崇徳上皇は保元の乱に敗れて讃岐国に流罪となった際、阿波内侍に自筆の尊影を下賜した。そして上皇が讃岐国で崩御すると、悲嘆にくれた阿波内侍は出家して尼になり、崇徳上皇の自筆の尊影を藤寺観音堂に奉納し、塚を築いて遺髪を埋めて日夜ひたすら勤行した。
治承元年（1177年）、崇徳上皇の自筆の尊影が奉納された藤寺観音堂に大円法師が参拝した際、上皇の霊が現れたことから、後白河法皇の詔によって建治年間（1275年 - 1277年）に崇徳上皇を祀る光明院観勝寺が建立された。これが当社の起こりとされる。阿波内侍が築いた塚は整備されて御影堂（現・崇徳天皇御廟）が建てられた。
光明院観勝寺は応仁の乱の戦禍で荒廃したが、明応6年（1497年）に住持の幸盛が御影堂を再興し、崇徳上皇を慰霊した。元禄8年（1695年）に太秦安井（現・京都市右京区太秦安井）の蓮華光院（安井門跡）が移建されると、光明院観勝寺はその管下になり、後代になって光明院観勝寺は廃絶した。なお、近年において崇徳上皇を慰霊した光明院・観勝寺、通説では観勝寺の別名とされていた東岩蔵寺は元は全て別の寺院で、光明院・観勝寺が東岩蔵寺の末寺であったものが応仁の乱による東岩蔵寺の廃絶などによって最終的には光明院を経て蓮華光院に統合され、その過程で東岩蔵寺・光明院・観勝寺の寺伝が混同されるようになったとする指摘が出されている。
『都名所図会』巻之三「安井光明院観勝寺」によれば、真言宗の僧侶の大円法師が参籠した際に崇徳上皇の尊霊が現れて往時の趣を示したので、後白河法皇に奏達したところ、詔が下って崇徳上皇の尊霊の鎮魂のために堂塔を建立して、仏堂に准胝観音を本尊として祀った。奥の社には崇徳天皇を祀るとともに、金毘羅権現・源三位頼政を合祀し、安井の金毘羅と称したとあり、「崇徳帝・金毘羅は一体にして和光の塵は同じうして擁護の明眸を…利生霊験いちじるし」と記されている。
源頼政が合祀されたのは、蓮華光院（安井門跡）の初代道尊僧正が、平氏政権打倒のため頼政に補佐されて挙兵した高倉宮以仁王の遺児であったためと考えられている。
明治維新による神仏分離（神仏判然令）により、蓮華光院（安井門跡）は廃され、安井神社に改組された。併せて祭神の金毘羅権現は、大物主神に改められた。1873年（明治6年）には村社に列し、更には1882年（明治15年）に郷社へ昇格した。
第二次世界大戦後、「安井金比羅宮」の名称となり現在に至る。
令和9年まで絵馬堂の改修工事が行われている。

## 祭神
- 主祭神 - 崇徳天皇、大物主神、源頼政

## 境内
- 本殿
- 拝殿
- 厳嶋社
- 三玉稲荷社
- 三社
- 安井天満宮 - 梅丸天満宮とも呼ばれる。洛陽天満宮二十五社順拝第17番札所。
- 久志塚（櫛塚）
- 吉川観方の像
- 桜之宮
- 八大力尊社
- 金比羅絵馬館
- 縁切り縁結び碑 - 悪縁を断ち切り、良縁と結ばれようとする人によって、石の表面にはたくさんのお札が貼られている。
- 金比羅会館
- 社務所
- 土蔵

## 祭事

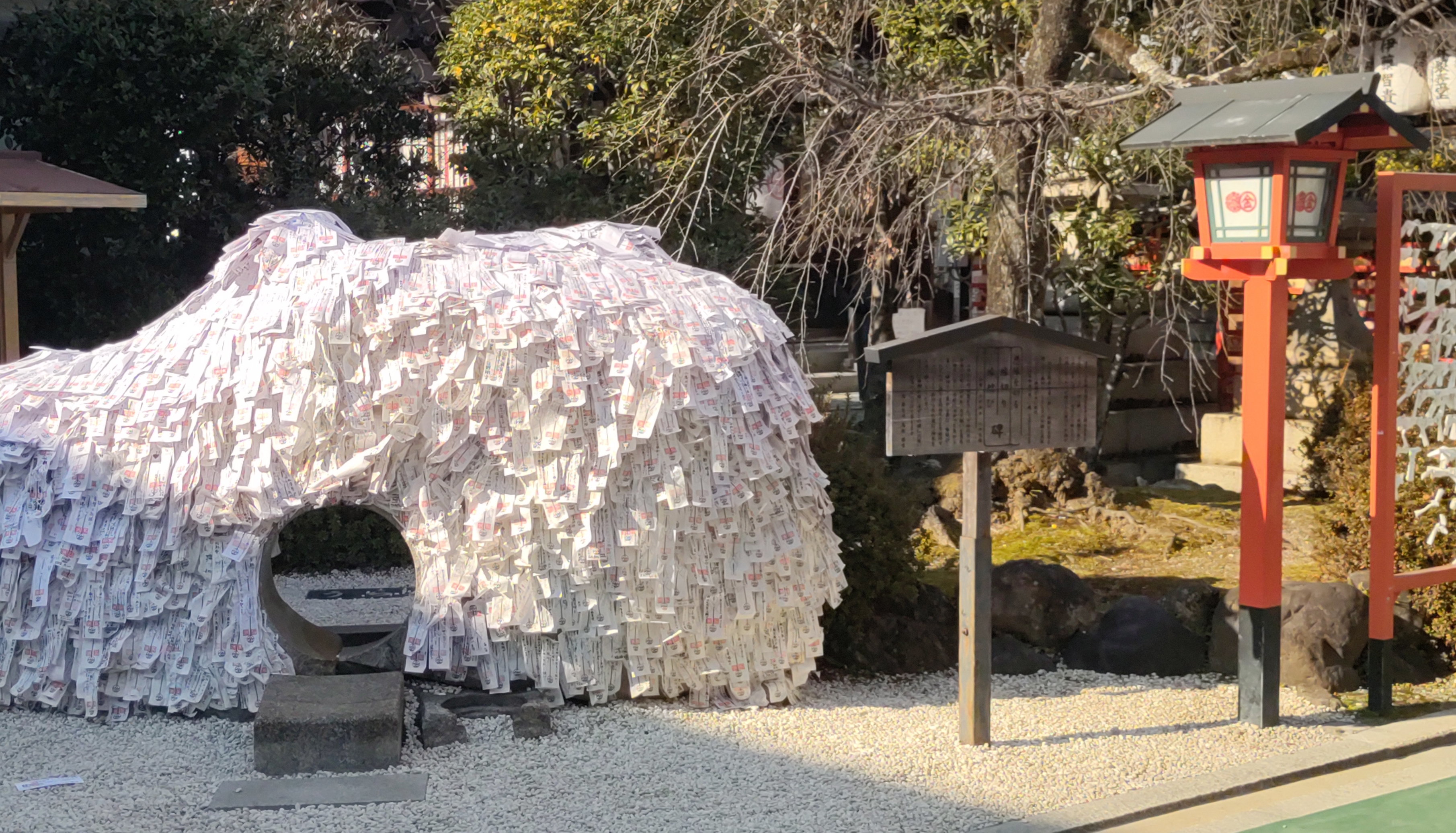
縁切り縁結び碑

- 歳旦祭（1月1日）
- 初金比羅祭（1月10日）
- 節分祭（2月）
- 春季金比羅大祭（5月10日）
- 夏越大祓（6月30日）
- 縁切り縁結び碑櫛まつり（9月第4月曜）
- 秋季金比羅大祭（10月1日 – 10日）
- 秋季火焚祭（11月10日）
- 終い金比羅祭（12月10日）
- 年越大祓（12月31日）

## 櫛まつり

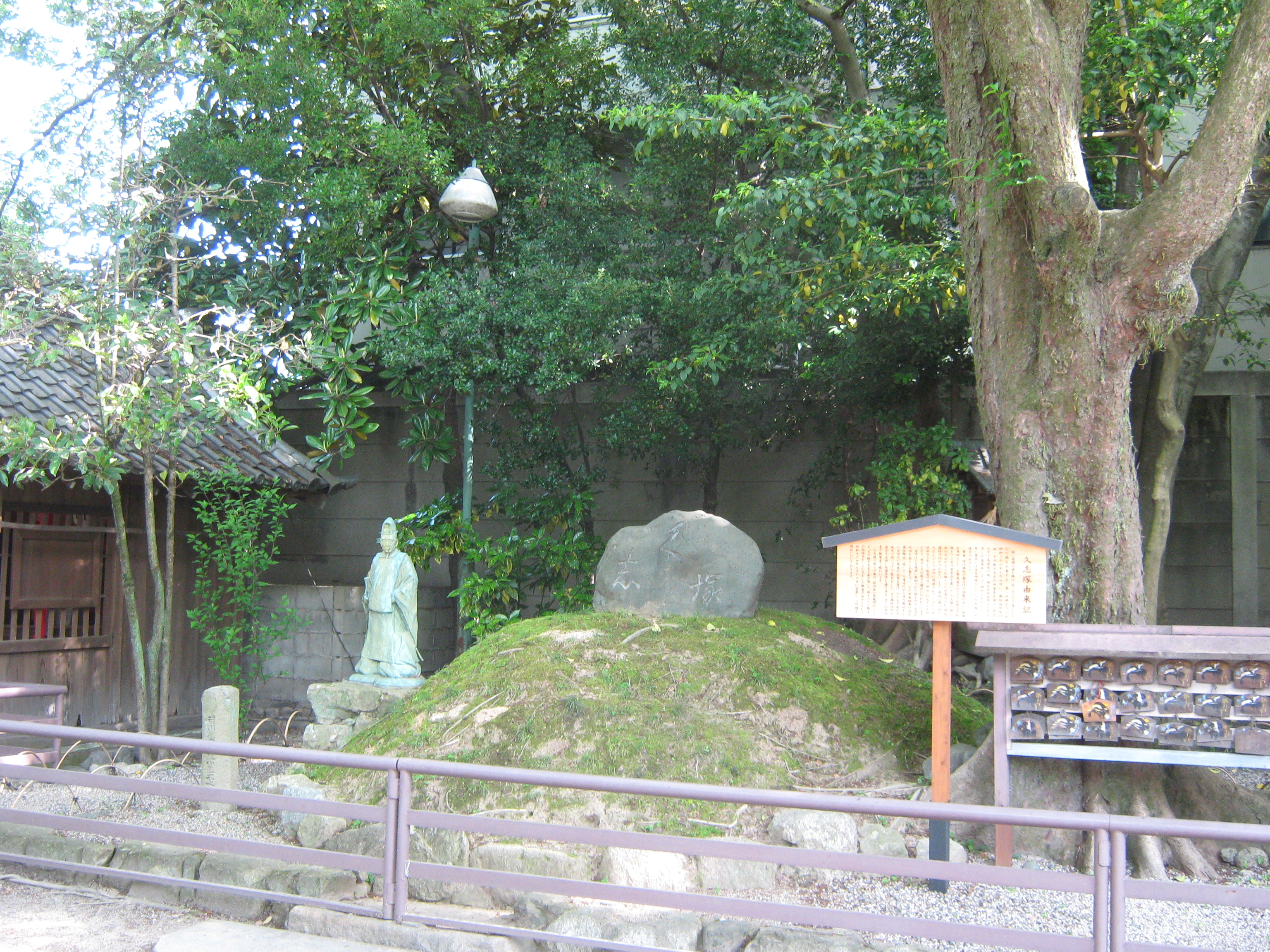
久志塚

古くなったり傷んだりした櫛や簪を、境内北側の久志塚（櫛塚）で感謝を込めて供養する祭祀が行われ、拝殿で舞踊『黒髪』が奉納される。その後、日本の各時代の髪型に鬘を使わずに、全て地毛で結いあげて髪を結って装束をまとった時代風俗行列が、神社周辺の祇園界隈を練り歩く。

## その他
桂米朝上方落語研究会（桂米朝一門の勉強会）が1966年（昭和41年）以降、偶数月の不定日に開催される。
境内には、男女など人間関係のほか酒、ギャンブル、病気との悪縁を切りたいを願うお札や絵馬が多数奉納されており、「縁切り神社」とも呼ばれる。田口ランディ著の短編小説『縁切り神社』の舞台になった。

## 前後の札所
洛陽天満宮二十五社順拝
16 天拝天満宮　-　17 梅丸天満宮　-　18 高台寺天満宮

## 交通
- 京都市営バス・京阪バス「東山安井」で下車、南へ徒歩1分。急行バス停車の「清水道」で下車。北へ徒歩2分。
- 京阪本線祇園四条駅・阪急京都線京都河原町駅から徒歩15分

## 周辺
- 高台寺、ねねの道
- 清水坂・三年坂・二年坂、清水寺
- 崇徳上皇御廟